# Villanueva de Gállego
Villanueva de Gállego és un municipi de l'Aragó situat a la província de Saragossa i enquadrat a la comarca de Saragossa. El 2023 tenia 4.807 habitants.